# مبنى العابد
مبنى العابد، ويعرف أيضًا بالعابدية، أو المنزل؛ بني بين 1906 - 1910 في ساحة المرجة في مدينة دمشق على يد أحمد عزت العابد، أحد أشهر أعلام دمشق خلال مرحلة سوريا العثمانية وسكرتير السلطان عبد الحميد الثاني، ووالد الرئيس محمد علي العابد. يعتبر مبنى العابد، أحد أوائل المباني التي اعتمدت الطراز الأوربي في العمارة، وقد شيّد على أنقاض السرايا القديمة بعد أن اشتراها من حسين ناظم باشا. يتألف مبنى العابد من أربعة طوابق، أشرف على تنظيمه المهندس الإسباني فرناندو دي اراندا، واستخدم في أساساته الأعمدة الخشبية المغروسة في مياه نهر بردى بعد معالجتها بمادتي القطران والليزول، وهو ما يجعلها أقسى من الإسمنت وقادرة على مقاومة الرطوبة، وحسب بعض المصادر فإنّ آل العابد حين أنشؤوا هذا المبنى، ذلك بهدف كونه فندقًا كبيرًا، لكن خلال الحرب العالمية الأولى، صادره الجيش العثماني، وغدا مرفقًا عامًا، انعقد فيه المؤتمر السوري العام عام 1919، واتخذ كمقر لمجلس الشعب السوري، حتى تشييد المبنى الحالي، وشغلت في المبنى عدة دوائر حكومية مثل دائرة النيابة العامة سابقًا، ومقر عدد من الصحف.